# John Sweeney (journalist)

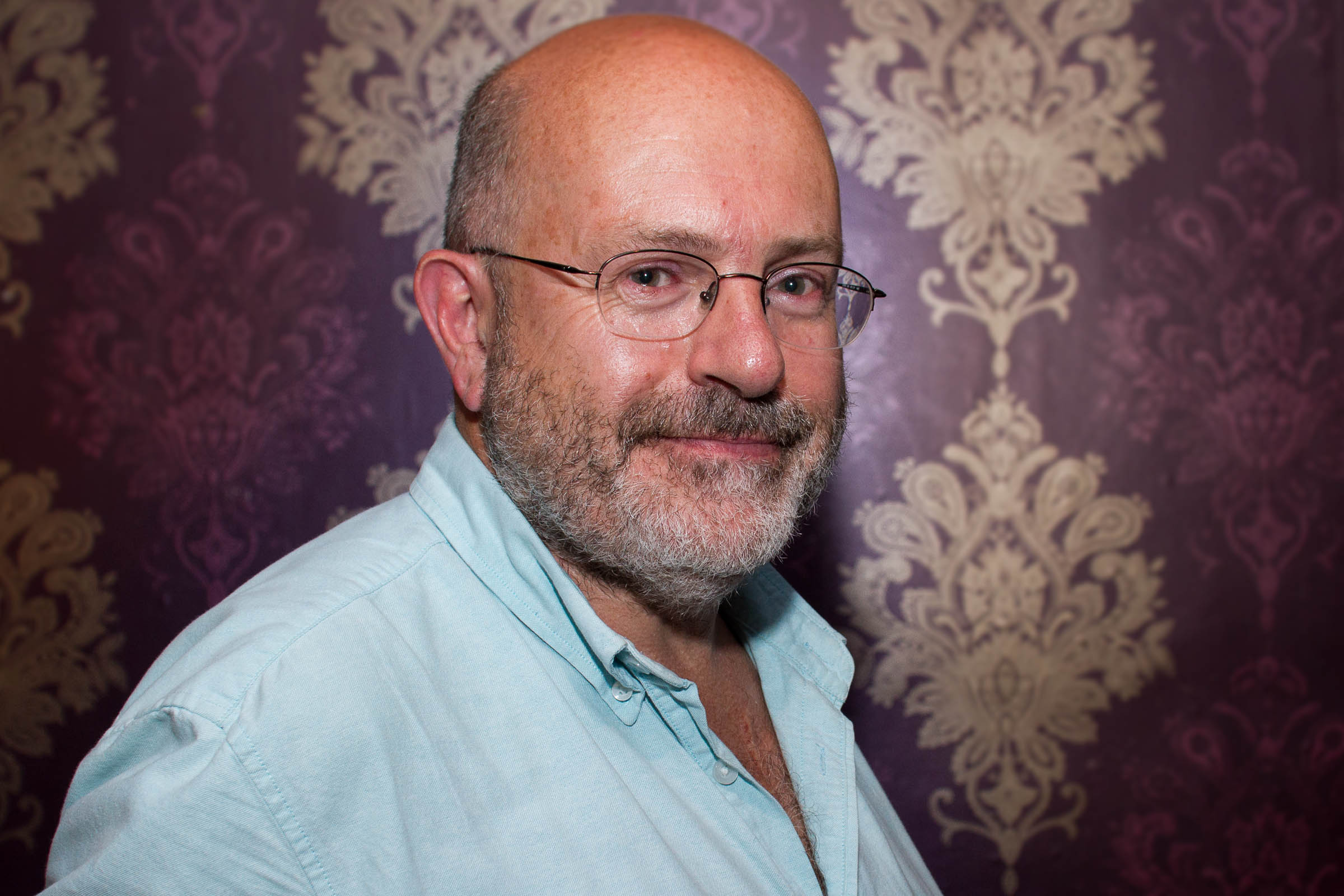
John Sweeney, 2014.

John Paul Sweeney, född 7 juni 1958 i Saint Helier på ön Jersey, är en brittisk journalist och författare. Han har bland annat arbetat för tidningen The Observer, BBC-programmet Newsnight och BBC:s Panorama-serie.
Han började arbeta för BBC 2001. 2002 rapporterade han om massgravar i Zimbabwe.

## Utmärkelser
Sweeney har fått ett flertal utmärkelser under sin journalistkarriär, bland annat dessa:
- 1998 – What the Papers Say Utnämnd till årets journalist för sina rapporter om brott mot mänskliga rättigheter i Algeriet.
- 2000 – en Emmy Award och Royal Television Society-priset för program om massakern i Krushna e Madhe, Kosovo.
- 2001 – Amnesty International-priset för "Victims of the Torture Train," om brott mot mänskliga rättigheter i Tjetjenien.
- 2003 – Sony Gold award (2003) för bästa nyhetsradioprogram.